# Hospital de Santa Marta (Astorga)
El hospital de Santa Marta de Astorga estuvo situado en una calleja que terminaba en la muralla y que fue convertida desde mediados del siglo XX en patio de vecindad.
El hospital destinado a los peregrinos se fundó a mediados del siglo XIII y estuvo bajo la dirección y cuidados de la cofradía, fundada por esas fechas, llamada de Santa Marta, que se había creado en un principio para honrar a esta mártir astorgana en su iglesia parroquial. Se conservan sus ordenanzas por medio de las cuales se pueden conocer muchos detalles. No se conservan las ordenanzas del hospital, pero sí algunos documentos relacionados con su régimen respecto a los pobres. El establecimiento se cerró en 1620 y después se vendió. No quedan vestigios.
A mediados del siglo XIII, el obispo Pedro Fernández fundó para la cofradía una memoria con destino a limosnas. En los pocos documentos conservados consta también la lista de cofrades de mitad del siglo XIV entre los que se cuenta el propio obispo de aquellos años, Juan Alonso y otros religiosos.